# Samuel Söderberg
Samuel Söderberg (i riksdagen kallad Söderberg i Hobborn), född 9 januari 1859 i Sundborns församling, Kopparbergs län, död där 30 mars 1924, var en svensk lantbrukare och riksdagspolitiker.
Söderberg var lantbrukare i Hobborn i Sundborns socken. Som riksdagsman var han 1897–1917 ledamot av andra kammaren, invald i Falu domsagas norra tingslags valkrets till 1911 och därefter invald i Kopparbergs läns östra valkrets.